# Monmouthshire
Monmouthshire ou Sir Fynwy (em galês) é uma das 22 subdivisões administrativas autônomas do País de Gales, sob o título de condado (county), no sudeste de Gales. O nome deriva do condado histórico com o mesmo nome que cobria 60% da região. Sua maior cidade é Abergavenny.

## O condado histórico
O condado histórico de Monmouthshire foi formado na fronteira entre Gales e a Inglaterra por leis em Gales no ano de 1535. Tinha como fronteira no leste Gloucestershire, Herefordshire no noroeste, Brecknockshire ao norte e Glamorgan no oeste. A lei de união não afirmava em lugar algum que a região deveria ser removida de Gales e adicionada à Inglaterra, mas entre os séculos XVI e XX alguns consideraram que havia ambiguidade em que parte do condado pertencia ao País de Gales e que parte pertencia à Inglaterra. Desde 1974, a região foi colocada definitivamente nas fronteiras de Gales. Os limites lestes e sul do condado histórico e o atual condado (Principal Area) são os mesmo, ao longo do rio Wye e do estuário Severn. Entretanto, dois quintos da região oeste do condado histórico são agora administrados pelas Principal Area de Blaenau Gwent, Torfaen, Caerphilly e Newport. O condado administrativo de Monmouthshire, e as posses associadas, foram abolidas em 1974 sob o Local Government Act 1972. A região se tornou parte do governo local e condado cerimonial de Gwent.

## APrincipal Area
A atual autoridade unitária foi criada em 1º de abril de 1966 como sucessor ao Distrito de Monmouth juntamente com a comunidade de Llanelly de Blaenau Gwent, ambos eram distritos de Gwent. O uso do nome "Monmouthshire" mais do que "Monmouth" para a área foi levemente controverso, sendo suportado pelo MP por Monmouth, Roger Evans, mas sendo oposto por Paul Murphy, MP por Torfaen (que pertencia antes ao condado histórico de Monmouthshire, mas sendo reconstituído após como uma autoridade unitária separada). Pela sua área a nova região cobriria 60% do condado histórico, mas apenas 20% da população. A sede do conselho administrativo, entretanto, está no antigo prédio Gwent County Hall em Cwmbran, fora da jurisdição no condado vizinho de Torfaen. É a única Principal Area de Gales administrada fora de suas fronteiras. Planeja-se mover a sede do conselho para escritórios na cidade Usk, já em processo de ser completado. A autorização para o planejamento de um novo prédio em Usk, para servir como instalações centrais das autoridades, foi concedido em setembto de 2011. Algumas das funções do conselho já foram movidas em 2011 para escritórios em Magor.